# Budyně
Budyně je obec v okrese Strakonice v Jihočeském kraji. Leží zhruba 2,5 kilometru severně od Bavorova a 7,5 kilometru západně od Vodňan. Žije zde 53 obyvatel.

## Název
Název města je odvozen z osobního jména Buda ve významu Budova ves. V historických pramenech se název objevuje ve tvarech: Budynie (1334), Budynye (1379), Budynij (1594) a Budinie (1654).

## Historie
První písemná zmínka o vesnici pochází z roku 1334.

## Přírodní poměry
Obcí protéká Bílský potok. Rozkládá se v Bavorovské vrchovině,
Je zde obora o rozloze 30 ha (chov daňka skvrnitého).

## Obyvatelstvo
| Rok            | 1869 | 1880 | 1890 | 1900 | 1910 | 1921 | 1930 | 1950 | 1961 | 1970 | 1980 | 1991 | 2001 | 2011 | 2021 |
| -------------- | ---- | ---- | ---- | ---- | ---- | ---- | ---- | ---- | ---- | ---- | ---- | ---- | ---- | ---- | ---- |
| Počet obyvatel | 138  | 158  | 172  | 158  | 137  | 150  | 135  | 71   | 72   | 54   | 43   | 43   | 37   | 47   | 49   |
| Počet domů     | 22   | 25   | 25   | 26   | 26   | 26   | 27   | 26   | 22   | 21   | 19   | 24   | 25   | 25   | 26   |

## Obecní správa
Mezi lety 1850–1920 byla Budyně osadou obce Svinětice v okrese Písek. V letech 1921–1973 byla obcí v okrese Písek (1921–1930), poté v okrese Vodňany (1950) a později v okrese Strakonice. Od 1. ledna 1974 do 31. prosince 1991 patřila jako část obce k Bílsku a od 1. ledna 1992 je opět samostatnou obcí.

## Doprava
Skrze Budyni prochází silnice II/140, spojující Bavorov a Písek.

## Osobnosti
- Václav Hucek (1820–1912), zakladatel třeboňských lázní[9]
- František Josef Vlček (1871–1947), kovář, továrník, česko-americký publicista a prozaik[10]